# レヴォン・テル＝ペトロシャン
レヴォン・テル＝ペトロシャン（テルペトロシャンとも表記、アルメニア語: Լևոն Տեր-Պետրոսյան, ラテン文字転写: Levon Ter-Petrosyan, ロシア語: Лево́н Ако́пович Тер-Петрося́н, ラテン文字転写: , 1945年1月9日 - ）は、アルメニアの初代大統領（在任：1991年 - 1998年）。
1945年シリアのアレッポに生まれる。父のハゴブ・テル＝ペトロシャンはシリア・レバノン共産党を創設するなどシリアの左翼運動家であったが、当時のソビエト・アルメニア人帰還運動の影響により、一家を連れて1946年に当時のアルメニア・ソビエト社会主義共和国のエレバンに帰国した。
テル＝ペトロシャンは、エレバン大学でアルメニア古代史を専攻した。1965年のアルメニア人虐殺50周年では、人間の鎖に参加している。その後も古典文献学の研究に携わっていたが、1988年にアゼルバイジャン・ソビエト社会主義共和国のナゴルノ・カラバフ自治州をめぐり帰属変更問題が顕在化すると、テル＝ペトロシャンは「カラバフ委員会」を立ち上げた。カラバフ委員会は1989年に「アルメニア全国民運動」と名称を変え、テル＝ペトロシャンはこの運動の指導者となる。1990年5月にはアルメニア・ソビエト社会主義共和国の最高会議（立法府）の自由選挙が行われ、アルメニア全国民運動が最大議席を獲得し、ソ連構成共和国で初めて共産党以外の政党が政権を握ることとなった。同年8月にはテル＝ペトロシャンは最高会議議長に選出され、アルメニアの最高権力者となった。
1991年10月の大統領選挙で初代アルメニア大統領に当選する。大統領在任中はナゴルノ・カラバフ問題の解決に尽力し、アルメニアの優位な形で休戦に導くことに成功したが、和平プロセスにおける協調的・妥協的な姿勢が反対派、さらには政権内部にまで批判を拡大し、政権内の閣僚が多数辞任したことにより、1998年2月に辞任した。